# Cryptocephalus biguttatus
Cryptocephalus biguttatus је врста тврдокрилца из породице буба листара (Chrysomelidae).
Инсект је дуг 4,5–6 mm, доминантна боја је црна. На крајевима покрилаца су две жуте или оранж пеге. Понекад се испред њих налазе још две тачке у истој боји.
Одрасли се налазе од маја до јула. Као биљке којима се хране помињу се Erica tetralix и врсте из родова Corylus и Trifolium.
Налази из Србије су малобројни, углавном из средишњег дела земље. Присутан је у целој Европи.